# Lars Lambert
Lars Bengtsson Lambert, född 20 augusti 1942 i Linköping, är en svensk filmare och författare. Han har främst gjort sig känd som dokumentär- och kortfilmsskapare, med filmporträtt eller filmer omkring samhällsfrågor. Som författare och föredragshållare har han i många år koncentrerat sig på skildringar av Uppsala. Lambert har även verkat som krönikör i dagspressen.

## Biografi

### Bakgrund
Lambert blev fil.kand. vid Uppsala universitet 1962 och studerade vid Filmskolans regilinje 1966–1968. Han var krönikör i Upsala Nya Tidning åren 1998–2010. 

### Film och författande
Från 1960- till 1990-talet arbetade Lars Lambert med film i kort- och långfilmsformat. Det rör sig ofta om dokumentärfilmer eller monografier om personer, historia eller aktuella ämnen. Filmerna gjordes oftast med Lambert som regissör, och han medverkade ofta som både manusförfattare och producent. För Den mänskliga komedin, en film om konstnären Alice Neel, fick Lambert 1995 pris för bästa biografi vid Internationella kortfilmsfestivalen i Montréal.
Lars Lamberts författarskap inleddes 1961 med romanen Utan att veta varför. I mitten av 1960-talet publicerades ett par detektivromaner under pseudonymen "Bob Alman". Därefter har han mest varit verksam som skildrare av Uppsala genom historien, samt betydelsefulla uppsalabor.

### Övrig verksamhet
Lars Lambert är en flitig föredragshållare, bland annat inom ramen för Senioruniversitetet.

## Utmärkelser
- 2006 – Filosofie hedersdoktor vid Uppsala universitet[5]
- 2012 – Uppsala kommuns hedersstipendiat[6]
- 2019 – Uppsala universitets Disapris[7]

## Verklista

### Filmografi (regi)
Filmerna nedan är alla med regi av Lars Lambert, som i de flesta filmer även bidragit med manus, produktion, klippning etc.
- 1967 Play Mate, kortfilm, 8 min
- 1967 Hjalmar, kortfilm, 50 min
- 1968 Philippe och Helene, en romantisk rysare, kortfilm, 10 min
- 1969 Deserter USA, med Olle Sjögren, långfilm, Sandrews, 104 min
- 1975 Familjen White, med Ulf Stenberg, långfilm, SVT, 60+60 min
- 1976 En coke i Bangkok, med Ulf Stenberg, dokumentär, SVT, 50min
- 1980 Den gudomliga komedin, kortfilm, SVT, 60 min
- 1982 Babylon om storstadstillväxten i Tredje världen, dokumentär, SVT, 50 min
- 1984 Tur och retur Paradiset, om turismen till Tredje världen, dokumentär, SVT, 50 min
- 1985 Hoppla vi lever, om George Grosz, kortfilm, SVT, 28 min
- 1987 Lilla Dora, kortfilm, 52 min
- 1988 Tidernas valfläsk, kortfilm, SVT, 8 min
- 1988 Palmemordet, mördarjakten, kortfilm, 17 min
- 1989 Den brinnande människan om Egon Schiele, kortfilm, SVT, 29 min
- 1990 Maskerna och döden om James Ensor, kortfilm, SVT, 28 min
- 1992 Den svåra konsten om Paula Modersohn-Becker, kortfilm, SVT, 28 min
- 1993 Den mänskliga komedin om Alice Neel[9], kortfilm, SVT, 34 min
- 1994 Att göra något verkligt om Vera Nilsson[10], kortfilm, SVT, 30 min
- 1993 Vernissage, kortfilm, 25 min
- 1995 Jag själv, om självporträtt, kortfilm, SVT, 28 min
- 1995 500 jag, om Carin Ellberg, kortfilm, SVT, 28 min
- 1995 Jag tänker på mig själv, om Marianne Lindberg De Geer, kortfilm, SVT, 29 min
- 1995 Mellan jag och du, om Ebba Matz, kortfilm, SVT, 28 min
- 1997 Safari, om den fattiga världens ovanor, kortfilm, 9 min
- 1997 Klee, om Paul Klee, kortfilm, 40 min
- 1997 Kropp, en fysionomisk atlas, kortfilm, 4 min
- 1998 Tre bilder, Ulla Fries, Totto Henricsson, Sven Holm med fl, kortfilmer, SVT, 7x10 min
- 1999 Stadens ansikte, om 1900-talets Uppsala, 30 min
- 1999 Dans, kortfilm, 4 min
- 2002 Cecilia, Frida och Marie-Antoinette, om Cecilia Sikström, kortfilm, 27 min
- 2003 Evas ansikten, om Eva Zettervall, triptyk, 3 kortfilmer